# Vincent Nguyen (journaliste)
Pour les articles homonymes, voir Vincent Nguyen.
Vincent Nguyen (né en 1973) est un journaliste, grand reporter et réalisateur français. Il est notamment connu pour être le présentateur de Par avion sur Arte, une série documentaire dans laquelle il explore l'Europe vue du ciel, avant de s'envoler sur les traces des héros de l'Aéropostale.

## Biographie
Au cours de sa carrière, Vincent Nguyen a été grand reporter pendant plus de 15 ans. En 1994, il obtient la bourse Jean d'Arcy et commence à réaliser des reportages sur l'actualité nationale et internationale pour les journaux télévisés de France 2 et les magazines phares de la chaîne (Envoyé spécial, Un œil sur la planète, Complément d'enquête). Ses reportages ont été plusieurs fois récompensés. Il a également participé à la création, avec Laurent Delahousse, de la série documentaire Un jour, un destin, en tant que rédacteur en chef et réalisateur.
Pour les émissions 13 h 15, le samedi et 13 h 15, le dimanche (2007-2009), il crée une nouvelle forme de reportage, à deux caméras, avec Jean-Sébastien Desbordes. Ensemble, ils co-réalisent ensuite Les Enfants du Nouveau Monde (2010) et Piégés (2011) avec Manon Loizeau.
En 2011, Vincent Nguyen quitte France 2 et devient journaliste indépendant. 
En 2012, il incarne le rôle de pilote-reporter dans son émission Par avion, diffusée sur Arte en avril et mai 2013.

## Intérêts
Passionné d'aviation, Vincent Nguyen détient un brevet de pilote privé depuis 2007.

## Émissions présentées
- 2013 : Par avion
- 2017 : 360@  (France 5)

## Documentaires
- 2023 : "Le petit prince", naissance d'une étoile: (documentaire d'animation de 52min) réalisateur